# سوء الممارسة
سوء الممارسة أو الإهمال المهني في قانون الضرر هو «حالة إهمال أو عدم كفاءة المحترف».  من أنواع سوء الممارسة:
- سوء الممارسة الطبية
- سوء الممارسة القانونية
- سوء الممارسة المالية